# Houston (Minnesota)
Houston è una città degli Stati Uniti d'America, situata in Minnesota, nella contea di Houston.